# Ketschenmühle
Ketschenmühle ist ein Gemeindeteil des Marktes Pleinfeld im Landkreis Weißenburg-Gunzenhausen (Mittelfranken, Bayern). Ketschenmühle liegt in der Gemarkung Pleinfeld.

## Lage
Die Einöde besteht aus einem Einfamilienhaus und einem 6-Parteien-Mehrfamilienhaus. Das ursprüngliche Mühlengebäude ist in den 1950er Jahren abgebrannt.
Die Einöde liegt im Fränkischen Seenland, nahe dem nördlichen Ortsrand von Pleinfeld. Östlich angrenzend fließt die Schwäbische Rezat vorbei. Durch Ketschenmühle führt die Staatsstraße 2224, auch Mühlstraße genannt. 150 Meter westlich verläuft die Bahnstrecke Treuchtlingen–Nürnberg.

## Geschichte
Die Mühle zinste nach Eichstätt. Ihre erste Bezeichnung war „Niedermühl“ aufgrund ihrer Lage unterhalb Pleinfelds.